# Emiland Menand
Pour les articles homonymes, voir Menand.
Emiland Menand est un homme politique français né le 22 septembre 1786 à Moroges (Saône-et-Loire) et décédé le 23 décembre 1871 à Mellecey (Saône-et-Loire).

## Biographie
Avocat à Chalon-sur-Saône, il est membre du conseil municipal pendant les Cent-Jours. Opposant à la Restauration, il soutient la Monarchie de Juillet. Nommé procureur du roi, il est rapidement destitué. Conseiller général de Chalon-Sud en 1833, il est compromis dans l'insurrection de Lyon en 1834, et doit s'exiler jusqu'en 1838. Il devient alors commandant de la garde nationale et conseiller municipal. Il est préfet de Saône-et-Loire en février-mars 1848.
Il est ensuite élu député de Saône-et-Loire à l'Assemblée constituante le 23 avril 1848, et réélu le 13 mai 1849 à l'Assemblée législative, siégeant au groupe d'extrême-gauche de la Montagne. Compromis dans la journée du 13 juin 1849, condamné par contumace à la déportation, il s'exile à Genève.

## Sources
- « Emiland Menand », dans Adolphe Robert et Gaston Cougny, Dictionnaire des parlementaires français, Edgar Bourloton, 1889-1891 [détail de l’édition]